# Фармацеутска комора Србије
Фармацеутска комора Србије (скраћено ФКС) је независна и професионална организација магистра фармације, односно дипломираних фармацеута, која је 24. фебруара 1997. године, одржавањем конститутивне седнице Скупштине коморе, званично почела са радом. Једина је комора здравствених радника која је основана пре доношења Закона о коморама здравствених радника, у новембру 2005. године.
Окупља укупно 8.207 чланова магистра фармације (стање из октобра 2023) који обављају здравствену делатност у апотекарским установама, болничким апотекама, јавним апотекама и приватној пракси. Комора је основана ради унапређења услова за обављање професије магистра фармације и заштите његових професионалних интереса и заштите интереса грађана у остваривању права на здравствену заштиту, организованог учешћа и утицаја на уређивању и спровођењу здравствене заштите и ради остваривања других циљева везаних за професију магистра фармације.

## Историјат
Важна година за оснивање Фармацеутске коморе Србије била је 1996. када је изменама и допунама Закона о здравственој заштити тадашња министарка здравља, др Лепосава Милићевић, донела одлуку о оснивању коморе. Формиран је Одбор за припрему, конституисање и почетак рада коморе, састављен од професора Фармацеутског факултета, чланова Фармацеутског друштва Србије и Савеза приватних апотекара Србије, а за председника је именован проф. др Дарко Ивановић. 26. јула 1996. одржана је седница одбора на којој је донета Статутарна одлука Фармацеутске коморе Србије. Овом одлуком било је предвиђено да Скупштина коморе има два већа и то Веће фармацеута у државним здравственим установама и Веће фармацеута који обављају приватну праксу, а свако веће је имало Одбор дипломираних фармацеута и Одбор дипломираних фармацеута – медицинских биохемичара. Скупштина је имала 126 чланова, и то 66 чланова из Већа фармацеута у државним здравственим установама и 60 чланова из Већа фармацеута који обављају приватну праксу.
Конститутивна седница Фармацеутске коморе Србије одржана је 24. фебруара 1997. године на којој су изабрани први органи коморе, скупштина, већа фармацеута који обављају државну и приватну праксу, одбори, управни и надзорни одбор, чиме је и званично почела са радом Фармацеутска комора Србије. Фармацеутска комора је 18. новембра 1997. усвојила статут, за првог председника Скупштине коморе изабрана је проф. др Нада Мајкић-Сингх, а за првог директора коморе изабрана је дипл. фарм. спец. Живана Јовановић из Апотекарске установе Краљево.
Комора је од свог оснивања до данас променила више локација. Прва се налазила у Змај Јовиној улици (садашња Кнегиње Љубице) у Београду, где је била свега две године, а након 1999. године седиште коморе се сели у Дечанску улицу. У тој улици се Комора налазила све до пресељења, маја 2014. године, када је Одлуком Скупштине Фармацеутске коморе Србије купљен простор за седиште централе Коморе и огранака. Од тада се Комора налази у Мутаповој 25 на Врачару, у непосредној близини храма Светог Саве.

## Организација
Комора је основана у складу са Законом о коморама здравствених радника и Законом о здравственој заштити. Директор Фармацеутске коморе Србије заступа и представља Комору, организује и руководи радом Коморе и одговоран је за законитост рада Коморе. Комору представљају и председник Скупштине Коморе и председник Управног одбора Коморе.
Комору чине огранци Коморе као организационе јединице, и то:
- Огранак Београд са седиштем у Београду
- Огранак Војводина са седиштем у Новом Саду
- Огранак Ниш са Косовом и Метохијом са седиштем у Нишу
- Огранак Крагујевац са седиштем у Крагујевцу

Комора има органе који обављају послове и задатке у складу са законом, а то су скупштина, управни одбор, надзорни одбор, директор, етички одбор, суд части првог степена и другог степена, комисија за посредовање, одбори коморе и друга тела утврђена статутом.

## Дан апотекарства у Србији
Фармацеутска комора је 2015. године установила Дан апотекарства у Србији који се обележава 30. априла у част оснивања прве апотеке у Србији. Апотека, чији је власник био Матеј Ивановић, основана је указом кнеза Милоша Обреновића, 30. априла 1830. године у Београду. У оквиру овог дана, од 2017. године, Фармацеутска комора додељује награду „Стеван Шукљевић”.